# Karl Habbe (Architekt)
Karl Friedrich Heinrich Habbe (geboren 26. September 1831 in Celle; gestorben 19. Februar 1896 in Peine) war ein deutscher Architekt. Er schuf zumeist Bauten im Rundbogenstil, die er oftmals mit Stilmitteln der Neugotik ausgestaltete.

## Leben
Karl Habbe war Sohn des Celler Apothekers Heinrich Wilhelm Habbe und dessen Ehefrau Johanna Catharine Charlotte Habbe, geborene Uhde. Er besuchte das Celler Gymnasium Ernestinum. Von 1847 bis 1853 studierte er an der Polytechnischen Schule in Hannover als Schüler der Baulehrer Ernst Ebeling und Conrad Wilhelm Hase.
Ab 1854 arbeitete Habbe als Land-Bauführer in Stade, bevor er 1857 als Architekt in Gadenstedt wirkte sowie als Bauführer auf dem Hüttengelände in Ilsede bei den Bauten der Bergbau- und Hüttengesellschaft zu Peine, der Vorgängerin der Ilseder Hütte.
Ebenfalls noch 1857 wirkte Habbe als Land-Baukondukteur in Hannover und wurde im selben Jahr Mitglied des Architekten- und Ingenieur-Verein Hannover. 1858 bewarb er sich – erfolglos – als Stadtbaumeister in Lüneburg, trat dann aber als Land-Baukondukteur bei der Kreis-Bauinspektion in Hameln ein.
Nach dem Deutsch-Französischen Krieg wurde Habbe von 1871 bis 1873 als Kreis-Baumeister für das Amt Freudenberg und das Amt Syke in Syke tätig. Ab 1873 wirkte er als Vorstand der Kreis-Bauinspektion in Bassum und von 1876 bis 1878 als Vorstand der Kreis-Bauinspektion Verden I., 1877 parallel dazu auch als Garnison-Bauinspektor.
Ab 1878 arbeitete er als Garnison-Bauinspektor beim X. Armee-Korps in Hannover. 1886 trat er – zunächst für ein Jahr auf Probe – die Stelle als Intendantur- und Baurat beim IV. Armee-Korps in Magdeburg an. 1893 wurde er mit dem Titel als Geheimer Baurat auf eigenen Wunsch hin in den Ruhestand versetzt, den er anfangs in Braunschweig verlebte, bevor er im März 1894 nach Peine übersiedelte und dort im Haus Windmühlenwall 35 wohnte.

## Bisher ermittelte Bauten
- 1875–1879, in Zusammenarbeit mit Eduard Schuster, Hannover, Hans-Böckler-Allee 35 (früher: Misburger Damm 12d): Königliches Proviantamt; von dem Gebäude ist bis auf wenige Baureste nichts erhalten[1]
  - 1885–1886 Erweiterung um ein Dienstgebäude in der Mitte der Anlage[1]
- 1876–1877, mit Eduard Schuster in Hannover, Schneiderberg Ecke Appelstraße (frühere Adresse: Schneiderberg 33, später Hausnummer 38, Ecke Militärstraße): Ulanenkaserne; von den Bauten hat sich nur ein großes Stallgebäude für 70 Pferde erhalten unter der Adresse Appelstraße 7[1]
- 1876–1878, mit Eduard Schuster in Hannover, Seelhorststraße 15 (frühere Hausnummer 25, heute Nummer 52): Kaserne auf der Kleinen Bult; nicht erhalten; stattdessen wurde dort später das Kaiser-Wilhelm- und Ratsgymnasium errichtet[1]
- 1877–1879 mit Eduard Schuster in Hannover, Calenberger Straße 1 Ecke Humboldtstraße: Königliches Intendantur-Dienstgebäude; nicht erhalten[1]
- 1880–1881 mit Eduard Schuster in Hannover, Seelhorststraße 47, 49, 51 und 53 (anfängliche Hausnummer 15a, dann auch Nummer 37): Königliche Militär-Waschanstalt, auch Garnison-Waschanstalt genannt; erbaut an den Ecken Blücherstraße, Gneisenaustraße und Kaiserallee; nicht erhalten[1]
- 1883–1885 Hannover, Sandstraße: Train-Kaserne; nach Habbes Entwurf unter Bauleitung von Regierungsbaumeister Johannes Schwarze und Regierungsbauführer Böhmer erbaut; nicht erhalten[1]
- 1884–1885 Hannover, Humboldtstraße 3: Königliche Militär-Lehrschmiede, eröffnet am 1. Mai 1885; nicht erhalten[1]